# Genête
Genête é uma comuna francesa na região administrativa de Borgonha-Franco-Condado, no departamento Saône-et-Loire. Estende-se por uma área de 11,57 km². Em 2010 a comuna tinha 588 habitantes (densidade: 50,8 hab./km²).